# Radio24syv
 Ikke at forveksle med 24syv.
Radio24syv var en dansk public service-radiostation, der blev drevet for licensmidler af Berlingske Media og PeopleGroup igennem selskabet Berlingske People A/S fra 2011 til 31. oktober 2019.
I maj 2019 havde kanalen en lytterandel på 12,8% som faste ugentlige lyttere, og den var dermed den femtemest lyttede kanal.

## Historie
Radio24syv blev etableret som led i medieforliget i 2011 imellem VK-regeringen, Dansk Folkeparti og Liberal Alliance, hvor det blev besluttet, at det daværende FM4 (der på daværende tidspunkt blev benyttet af DR's P2) skulle sendes i udbud.[kilde mangler] Kulturminister Per Stig Møller ønskede, at en privat aktør skulle drive en ny licensfinansieret taleradio, der kunne konkurrere med DR's P1. Den nye kanal blev af samme grund omtalt med øgenavnet Radio Møller.
Op til udbudsrunden blev der stillet en række specifikke krav til, hvilket indhold der skulle være på den nye radio. En række aktører, bl.a. JP/Politikens Hus, Douglas Media, Fynske Medier og Information, havde oprindelig planer om at byde, men syntes, at kravene var for omfattende i forhold til den redaktionelle frihed, og ønskede derfor ikke at være med i kapløbet om radioen og de mange midler (op til 100 mio. kr. om året, i 8 år). De eneste, som til sidst ønskede at byde, var et konsortium bestående af Berlingske Media og PeopleGroup. De vandt sendetilladelsen og fik tildelt 93 mio. kr. årligt i 8 år. De offentliggjorde samtidig, at kanalens navn ville blive Radio24syv. Radiostationen gik i luften den 1. november 2011.
Det blev i forbindelse med den politiske debat om den nye radio ofte nævnt, at den nye kanal skulle virke som et monopolbrud overfor DR's monopol på taleradio.
Der har dog gennem tiden været en række andre taleradioer, bl.a. Nyhedsradioen 24/7 drevet gennem to år (2002 – 2004) af SBS Radio, og Den2Radio, som fortsat er i luften. Fra 2008 til 2012 var Jyllands-Posten også involveret i erhvervsradioen JP Radio, der siden 2012 drives under navnet Radio Update. Ingen af de nævnte radioer drives dog med licensmidler, men finansieres udelukkende af reklamer eller som i Den2Radios tilfælde med donationer og frivilligt arbejde.
Radio24syv arrangerede sammen med DR, Danske Medier og Bauer Media den årlige konference Radiodays Danmark, hvor Prix Radio-prisuddelingen afholdes.
Radio24syv meddelte i marts 2019 at de ikke vil ansøge om fornyelse af deres sendetilladelse når den udløber 31. oktober 2019. Årsagen er en bestemmelse i medieforliget mellem regeringen og Dansk Folkeparti om at mindst 70 procent af redaktionen skal være over 110 kilometer fra København. Radiostationen vil dog afvente resultatet af Folketingsvalget 2019 for at se om det politiske flertal ændrer sig, før der tages en endelig beslutning om lukning I juni 2019 skrev Politiken at kanalen lukker den 1. november.
Kanalen lukkede endeligt torsdag d. 31. oktober 2019 kl 23.59.59, hvorefter R4dio overtog FM-frekvensen, og startede med at sende d. 1. november kl 00.00.

## Frekvenser
Foruden DAB, internet og podcast sendte Radio24syv på følgende FM-frekvenser.
| Sendefrekvens [MHz] | Landsdel | By eller område |
| ------------------- | -------- | --------------- |
| 100,3               | Jylland  | Vestjylland     |
| 100,7               | Jylland  | Vendsyssel      |
| 100,9               | Jylland  | Vejle           |
| 101,1               | Jylland  | Hobro           |
| 101,3               | Jylland  | Thy             |
| 102,1               | Jylland  | Sønderjylland   |
| 102,5               | Jylland  | Grenå           |
| 102,5               | Jylland  | Sydvestjylland  |
| 102,7               | Jylland  | Aalborg         |
| 103,0               | Jylland  | Aarhus          |
| 100,5               | Fyn      | Fyn             |
| 98,8                | Sjælland | Nakskov         |
| 101,1               | Sjælland | Odsherred       |
| 101,6               | Sjælland | Sydsjælland     |
| 102,3               | Sjælland | København       |
| 97,3                | Bornholm | Hammeren        |
| 102,3               | Bornholm | Bornholm        |

## Ledelse
Radio24syv blev i begyndelsen ledet af en direktion bestående af Jørgen Ramskov (administrerende direktør) og Suzanne Moll (ansvarshavende chefredaktør), den redaktionelle ledelse udgjordes af kanalcheferne Mads Brügger og Mikael Bertelsen, mens Patrick Bay Damsted var digital chef.
Omkring etårsdagen var der udskiftning i gruppen, da Moll opsagde sin stilling i oktober 2012, og Brügger blev fyret med øjeblikkelig virkning i november.
Brügger blev dog genansat blot godt en måned efter. I august 2014 tiltrådte Simon Andersen som nyhedschef. I september 2018 overtog Kristoffer Eriksen stillingen fra Simon Andersen som nyhedschef.

## Programmer (alfabetisk)
- Aflyttet, overvågning, efterretningsvæsen, agenter og sikkerhedspolitik, 1 time ugentligt med Anders Kjærulff.
- AK24syv, kulturmagasin, 2 timer mandag-torsdag med værterne, Otto Lerche, Anders Christiansen og René Fredensborg.
- Bæltestedet, et satireprogram med Simon Jul Jørgensen og Jan Elhøj. I programmet udvalgte de to værter forskellige artikler fra hele verden. Programtid: 55 minutter, mandag-fredag.
- Bladet fra munden, artikler fra alle slags magasiner i Danmark blev refereret og diskuteret. 1 time fra mandag-torsdag. Med Nanna Winther og Lærke Winther. Senere med Nanna Winther og Oliver Stilling.
- Cordua & Steno, et borgerligt debatprogram, 2 timer ugentligt med værterne, Jarl Cordua og Torben Steno.
- Croque Monsieur, frankofil morgen radio med Morten Lindberg som vært.
- Danmarks röst, et debatprogram med Mikael Jalving og Eva Rusz
- Datolinjen, aktualitet frem mod midnat, 1 time mandag-torsdag
- Det Lille Mememageri, internetsatire, 1 time mandag-torsdag, Maya Tekeli
- Det næste kapitel, ugentligt samtaleprogram over to timer med værterne Iben Maria Zeuthen og Hassan Preisler.
- Det Røde Felt, venstreorienteret debatprogram, 2 timer ugentligt med værten Lars Trier Mogensen
- Det, vi taler om, sladdermagasin med Ditte Okman, ugentligt.
- Den Korte Radioavis, nyhedssatire, 1 time mandag-fredag med den fiktive Kirsten Birgit Schiøtz Kretz Hørsholm og redaktør Rasmus Bruun. Blev ved årsskiftet 2017/2018 erstattet af Den Korte Weekendavis
- Den Korte Weekendavis, nyhedssatire, 2 timer fredag eftermiddag
- Den store roman, forfattere bag mikrofonen, ophørt
- Dødsruten, reportageserie fra Tingbjerg, 25 timer
- Elektronista, det digitale liv med Christiane Vejlø, 1 time ugentligt
- En mand med en sag, en programrække om medicinsk cannabis med Søren Rasted, 1 time dagligt
- Fedeabes Fyraften, med Anders Lund Madsen, 1 time dagligt
- Forfra med Jeppesen, nye vinkler på verden, 2 timer ugentligt
- Globus, international aktualitet, 1 time ugentligt
- Globus Kina, aktualitet fra Kina, 1 time ugentligt
- Globus USA, aktualitet fra USA, 1 time ugentligt
- Huxi og det Gode Gamle Folketing, politisk aktualitetsprogram med forhenværende folketingsmedlemmer og Huxi Bach, 2 timer ugenligt
- Ibens, fortællinger fra Danmark med plads til tid og rum, 1 time ugentligt
- Interne affærer, kanalcheferne evaluerede og svarede på programkritik, ophørt
- Jagten på Røde Oktober (radioprogram)|Jagten på Røde Oktober, programserie om Kollektivbevægelsen 2 Oktober, 5 timer
- Jeppesens Bibelskole, Michael Jeppesen og Rasmus Ugilt gennemlæser og debaterer hele Bibelen, 10 til 20 min fem dage ugentligt.
- Mikrofonholder, samtale mellem to danskere, 1 time ugentligt
- Millionærklubben, aktier og finans, 1 time hverdage
- Min lille Hassan, Hassan Preisler i nærgående samtale med mænd og kvinder
- Monogram, et seriøst favntag om dansk musik i et samtale-musikprogram, 2 timer lejlighedsvist
- Nattevagten, personlige samtale direkte med lytterne i nattetimerne, 3 timer dagligt
- Pakzads Polemik
- Pharaos Cigarer
- Reporterne, samlede trådene i dagens nyhedsvæld, 3 timer hverdage
- Rushys Roulette, det multi-kulturelle samfund med Rushy Rashid Højbjerg, 2 timer ugentligt
- Romerriget, Knud Romer talte kultur og samfund med gæster, 1 time ugentligt
- Sukiyaki, et morgenprogram med forfatter og sognepræst Kristian Ditlev Jensen som vært.
- Skriftestolen, panélprogram om tro og eksistens med Mads Holger, 1 time ugentligt
- Syvkabalen, portrætprogram med syv stykker musik fra en kendt dansker, 2 timer ugentligt
- Wiki-værkstedet, samtaler om emner med udgangspunkt i opslag i den danske Wikipedia, 1 time ugentligt.
- Winthertid, satire/fiktion om det lille, men ambitiøse lydbogsforlag 'Winthertid' hvor Nanna Winther og Lærke Winther lagde ud med indlæsningen af Herman Melvilles klassiker 'Moby Dick'. 1 time fra mandag-fredag. Senere 1 time fra mandag-torsdag.
- Zornigs Zone, om det udsatte Danmark med Lisbeth Zornig Andersen, 1 time ugentligt